# 盧克·湯普森 (演員)
盧克·湯普森（英語：Luke Thompson，1988年7月4日—）是英國的一位男演員。他最著名的作品是Netflix的愛情網路劇《柏捷頓家族：名門韻事》。他出生在南安普頓，在2013年於《仲夏夜之夢》出道。

## 外部連結
- 盧克·湯普森在互联网电影资料库（IMDb）上的資料（英文）
- Luke Thompson （页面存档备份，存于） at Spotlight